# علم المصايد

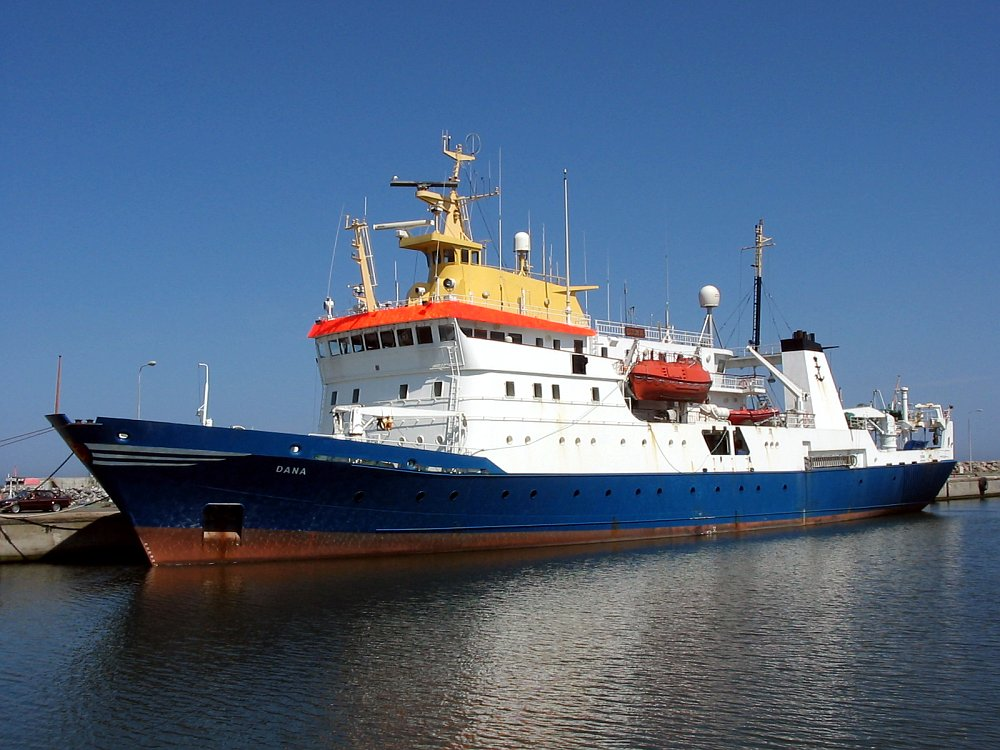
سفينة أبحاث المصايد الدانماركية دانا بطول 78 مترًا.

علم المصايد هو النظام الأكاديمي لإدارة وفهم المصايد. وهو علم متعدد التخصصات، يعتمد على أنظمة علم المسطحات المائية الداخلية وعلم البحار وعلم أحياء المياه العذبة وعلم الأحياء البحرية والمحافظة وعلم البيئة وديناميكيات الأعداد والاقتصاد والإدارة لمحاولة توفير صورة متكاملة للمصايد. وفي بعض الأحيان، ظهرت أنظمة جديدة، كما هو الحال في حالة الاقتصاديات الحيوية.
ويتم تعليم علم المصايد بشكل نموذجي في الجامعات، ويمكن أن يركز عليه برنامج جامعي أو درجة الماجستير أو دكتوراه في الفلسفة. وتقدم بعض الجامعات برامج كاملة تركز على علم المصايد.

## أبحاث المصايد
تتطلب سفن أبحاث المصايد (FRVs) منصات تتاح بها القدرة على جر الأنواع المختلفة من شبكات الصيد أو تجميع العوالق أو عينات المياه من مجموعة مختلفة من الأعماق وتحمل معدات البحث عن الأسماك بالطريقة الصوتية. وغالبًا ما يتم تصميم سفن البحوث المتعلقة بمصايد الأسماك وصناعتها بنفس مقاييس سفن الصيد الكبيرة، ولكن تخصص مساحة لمختبرات وتخزين المعدات بدلاً من المساحة المخصصة لتخزين الأسماك التي يتم صيدها.

## أشهر المساهمون
يفي الأفراد الوارد ذكرهم في هذه القائمة بواحد أو أكثر من المعايير التالية: مؤلف مقالات شهيرة للغاية تتم مراجعتها من قبل النظراء حول المصايد، 2) مؤلف أحد المراجع الهامة حول المصايد، 3) مؤسس دورية كبرى أو متحف أو منظمة أخرى ذات صلة حول المصايد 4) شخص شهير للغاية لأسباب أخرى عمل في مجال علم المصايد.

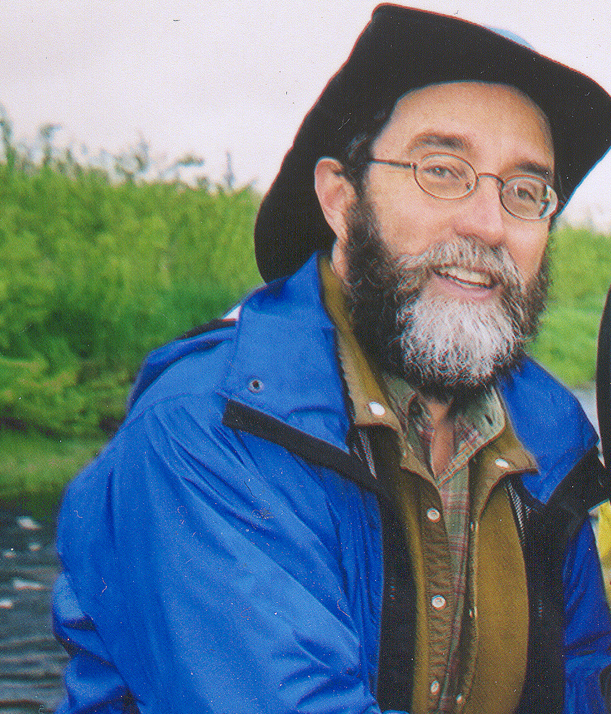
رانسوم إيه مايرز

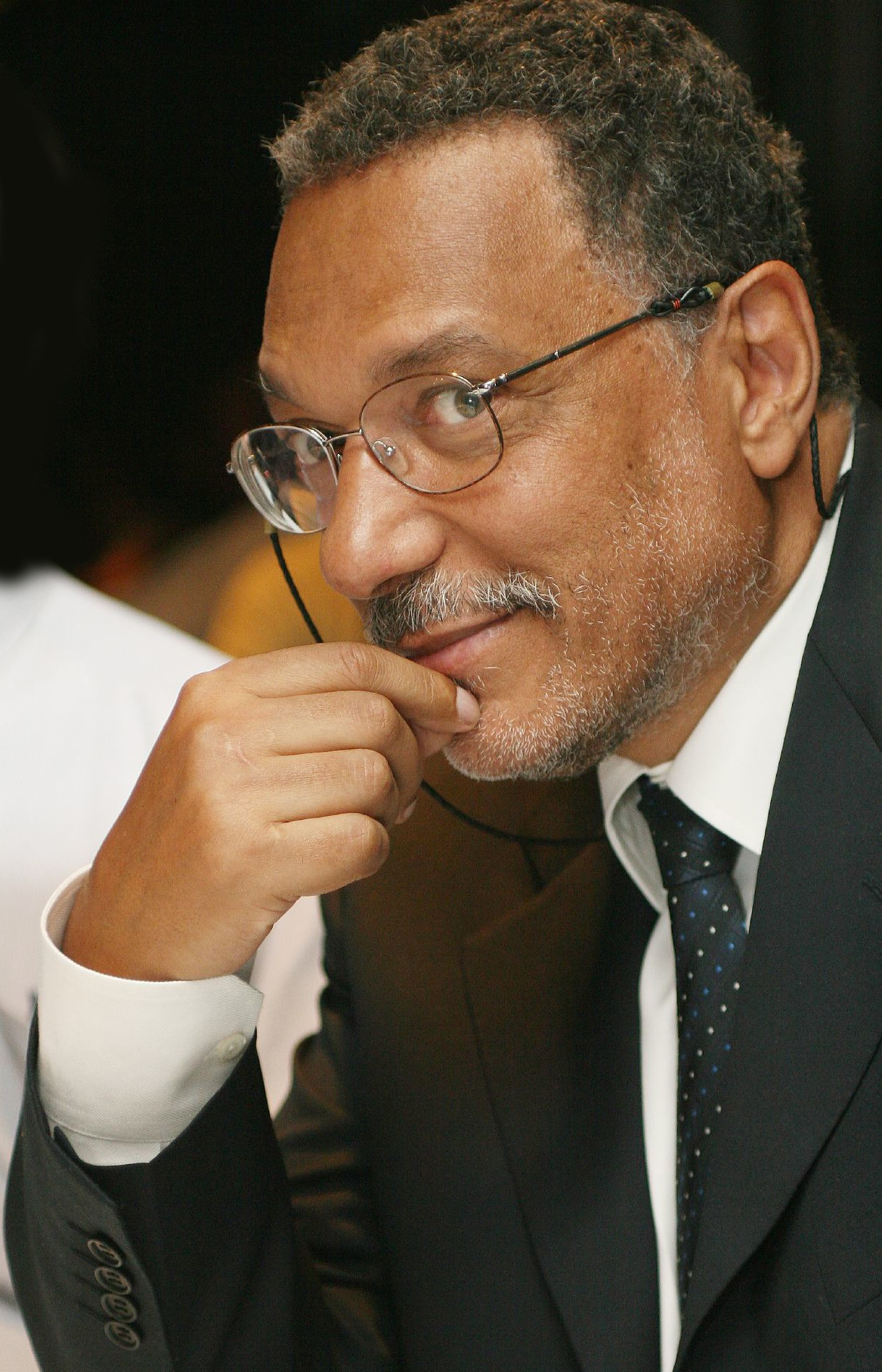
دانيل بولي

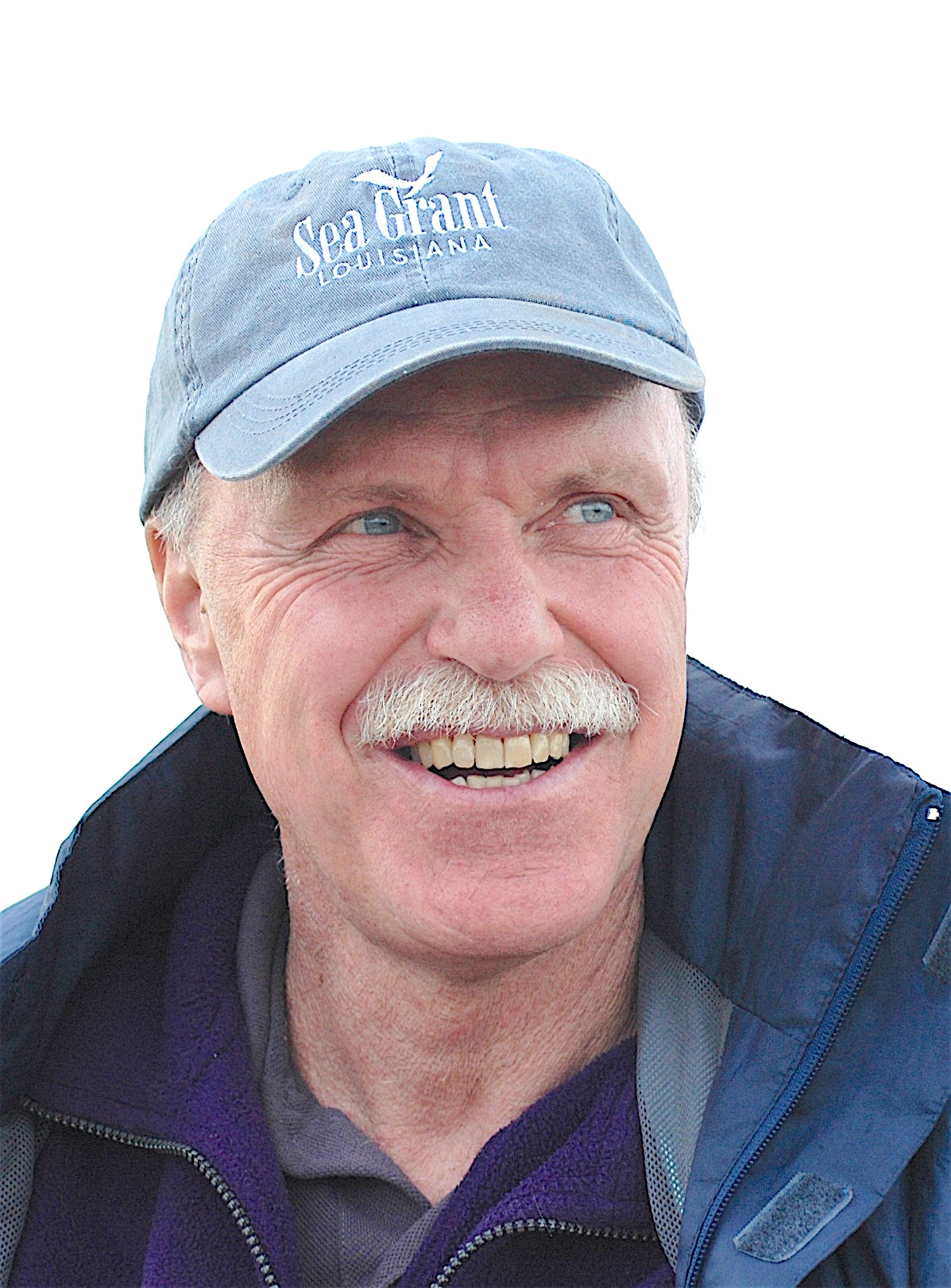
راي هيلبورن

- سبينسر إف بايرد – عالم مؤسس لجنة الأسماك في الولايات المتحدة
- فيدور آي بارانوف - عالم روسي ومؤسس معادلة صيد بارانوف'،[1] وبالتالي فهو أحد مؤسسي علم المصايد
- لدويج فون برتلانفي – عالم بيولوجي أسترالي المولد وهو مؤسس نظرية الأنظمة العامة
- راي بيفيرتون – عالم المصايد الإنجليزي، يشتهر بنموذج بيفيرتون هولت (مع سيدني هولت)، ويعزى إليه أنه أحد مؤسسي علم المصايد
- فيلي كريستينسين – عالم المصايد وواضع نموذج بيئي، وهو يشتهر بعمله حول تطوير المسار البيئي
- جون إن كوب – مؤسس أول كلية مصايد في الولايات المتحدة، وهي كلية جامعة واشنطون للمصايد في عام 1919
- ديفيد كشينج – عالم بيولوجي إنجليزي المولد، يعزى إليه تطوير فرضية التطابق / عدم التطابق
- دابليو هاري إيفرهارت – عالم مصايد أمريكي ، ومعلم ومدير ومؤلف عدد من كتب المصايد المتعددة شهيرة الاستخدام
- رينر فرويسي – يشتهر بعمله حول تطوير وتنسيق قاعدة الأسماك
- جوتيلف هيمبيل – عالم بحري وعالم بحار ألماني، وهو مؤسس مشترك في معهد ألفريد فيجنر للأبحاث القطبية والبحرية
- والثر هيرويج – محامٍ بروسي ومروج للصيد والأبحاث لأعالي البحار
- راي هيلبورن – عالم بيولوجي كندي المولد متخصص في مجال المصايد، وقد قدم مساهمات كبيرة في إدارة المصايد
- يوهان هيورت – عالم بيولوجي نرويجي متخصص في المصايد، وعالم علم الأحياء البحرية وعالم علم البحار
- برونو هوفير - عالم مصايد ألماني، يعزى إليه كونه مؤسس علم أمراض الأسماك
- سيدني هولت – عالم مصايد إنجليزي، يشتهر بنموذج بيفرتون هولت (مع راي بيفرتون)، يعزى إليه أنه كان أحد مؤسسي علم المصايد
- أوي كيلز – عالم بيولوجي ألماني بحري متخصص في العوالق. مخترع إيكوسكوب
- روبرت تي لاكي – عالم مصايد وعالم سياسي كندي المولد اشتهر بعمله الذي يشتمل على دور العلم في إطار صناعة السياسات
- ليو مارجوليس – عالم طفيليات كندي ورئيس المركز البيولوجي في المحيط الهادي في نانايمو، كولومبيا البريطانية
- آر جيه ماكاي – عالم بيولوجي أسترالي المولد وهو متخصص في مصايد المياه العذبة المنقولة
- رانسوم إيه مايرز – عالم بيولوجي بحري كندي ومتخصص في علم الحفاظ
- دانيال باولي – عالم مصايد بارز فرنسي المولد، اشتهر بعمله في دراسة التأثيرات البشرية على المصايد العالمية
- توني جيه بيتشر - اشتهر بعمله حول تأثير الصيد وإدارة التقييمات وسلوك المياه الضحلة للأسماك.
- مايكل إيه رايس – أمريكي اشتهر بعمله في مصايد الرخويات
- بيل ريكر – عالم بيولوجي المصايد الكندي، اشتهر بنموذج ريكر، اشتهر بكونه أحد مؤسسي علم المصايد
- إد ريكيتس – عالم بيولوجي بحري وفيلسوف أمريكي أمريكي هام قام بتقديم علم البيئة في علم المصايد.[2]
- كالوم روبيرتس – عالم بيولوجي بريطاني متخصص في الحفاظ البحري، اشتهر بأعماله حول الدور الذي تلعبه المحميات البحرية في الحفاظ على الأنظمة البيئية البحرية
- هارالد روزينثال – عالم أحياء مائية ألماني اشتهر بأعماله في مزارع الأسماك والبيئة
- كارل سفينا – مؤلف العديد من الكتابات حول البيئة البحرية والمحيطات
- جورج أوسيان سارس – عالم بيولوجي بحري نرويجي يعزى إليه اكتشاف مجموعة من الأنواع الجديدة ويشتهر بتحليله لمصايد سمك القد
- توري شويدر – إحصائي نرويجي يشتمل عمله على تقييم الموارد البحرية
- ميلنر بيلي شايفر – اشتهر بعمله حول ديناميكيات الأعداد للمصايد
- يوسف رشيد سوماليا - اشتهر بتحليله للأوجه الاقتصادية للمصايد
- فريد أوتر – اشتهر بأنه مؤسس مجال علم وراثة المصايد[3]
- كارل والترز – عالم أمريكي المولد اشتهر بأعماله التي تشتمل على تقييمات مخزون المصايد، ومفهوم الإدارة التكيفية، ونموذج النظام البيئي

## وصلات خارجية
- Fisheries science على مشروع الدليل المفتوح